# 拉宁
拉宁是奥地利施蒂利亚州费尔德巴赫县的一个市镇。总面积8.2平方公里，总人口817人，人口密度99.6人/平方公里（2001年）。